# Colletes chamaesarachae
Colletes chamaesarachae är en biart som beskrevs av Cockerell 1897. Colletes chamaesarachae ingår i släktet sidenbin, och familjen korttungebin. Inga underarter finns listade i Catalogue of Life.